# Кооператор (футбольный клуб)
«Кооператор» — российский футбольный клуб из города Вичуги Ивановской области, пятикратный чемпион «Золотого кольца» (2006, 2007, 2009, 2010, 2011/2012), трёхкратный обладатель Кубка «Золотого кольца» (2006, 2009, 2010), финалист Кубка России среди любительских команд (2009), трёхкратный обладатель Кубка чемпионов областей «Золотого кольца» (2009, 2011, 2014), 14-кратный чемпион Ивановской области.
Единственная команда в России, представлявшая по состоянию на 2007 год потребительскую кооперацию.
Не раз по спортивному принципу добивался права на участие во Втором дивизионе, однако по финансовым и организационным причинам клуб этим правом не воспользовался.
В 2009 году произошло объединение «Кооператора» с футбольным клубом «Вичуга». Объединённая команда получила официальное название «Кооператор-Вичуга», хотя в обиходе используется прежнее название «Кооператор».
С 2012 года домашние игры команда проводит на стадионе «Ногинец», на котором уложено искусственное покрытие поля.

## Участие в Кубке России
Любительский клуб трижды участвовал в Кубке России: в 2007, 2010 и 2011 гг.
В 2007 году «Кооператор» стал одним из четырёх любительских клубов, впервые допущенных ПФЛ к участию в розыгрыше Кубка России по футболу. 18 апреля в Химках прошёл первый в истории России официальный матч между любительской и профессиональной командами: в 1/512 финала вичугские футболисты уступили ФК «Зеленоград» со счётом 0:1. Гол в ворота «Кооператора» был забит с пенальти.
В 2010 году состоялось областное дерби: в матче 1/256 финала Кубка России «Кооператор» встречался с «Текстильщиком». Из-за неготовности вичугского стадиона игра была перенесена на стадион в Иваново. Первый гол в истории «Кооператора» на профессиональном уровне забил Александр Борунов. Основное время матча закончилось со счётом 1:1. В дополнительном времени «Текстильщик» заработал пенальти, но ивановец Александр Зернов реализовать его не сумел. В серии пенальти сильнее оказались игроки «Текстильщика» — 3:1.
В 2011 году повторилось областное дерби: в матче 1/256 финала Кубка России «Кооператор» вновь уступил ивановскому «Текстильщику» со счётом 1:4. Единственный мяч у вичужан забил Евгений Чернышев.
Таким образом, вичугский «Кооператор» уже третий раз принял участие в Кубке России по футболу в ранге любительского клуба.

## Статистика выступлений в ЛФЛ, «Золотое кольцо»
| Сезон     | И  | В  | Н | П  | Мячи  | О  | Место | Лучший бомбардир                             |
| 2002      | 22 | 6  | 6 | 10 | 17-34 | 24 | 8     | Адулов Александр (6 голов)                   |
| 2003      | 16 | 6  | 2 | 8  | 14-24 | 20 | 6     |                                              |
| 2004      | 28 | 13 | 4 | 11 | 47-46 | 43 | 7     | Николаенко Алексей (8 голов)                 |
| 2005      | 24 | 15 | 3 | 6  | 43-25 | 48 | 4     | Николаенко Алексей (9 голов)                 |
| 2006      | 18 | 14 | 2 | 2  | 50-12 | 44 | 1     |                                              |
| 2007      | 24 | 18 | 4 | 2  | 58-21 | 58 | 1     | Николаенко Алексей (16 голов)                |
| 2008      | 22 | 16 | 1 | 5  | 56-22 | 49 | 2     | Николаенко Алексей (17 голов)                |
| 2009      | 20 | 17 | 0 | 3  | 55-16 | 51 | 1     | Николаенко Алексей (12 голов)                |
| 2010      | 16 | 13 | 1 | 2  | 30-14 | 40 | 1     | Горюнов Андрей (7 голов)                     |
| 2011/2012 | 27 | 17 | 8 | 2  | 63-23 | 59 | 1     | Розомашвили Эмзар / Попов Евгений (14 голов) |
| 2012/2013 | 14 | 11 | 2 | 1  | 38-12 | 35 | 2     | Розомашвили Эмзар (10 голов)                 |
| 2013      | 20 | 10 | 6 | 4  | 43-30 | 36 | 4     | Волков Илья (18 голов)                       |
| 2014      | 20 | 10 | 4 | 6  | 33-25 | 34 | 5     |                                              |
| 2015      | 14 | 6  | 2 | 6  | 14-14 | 20 | 4     |                                              |
| 2016      | 16 | 6  | 2 | 8  | 23-23 | 20 | 5     |                                              |